# Ogcodes nitens
Ogcodes nitens este o specie de muște din genul Ogcodes, familia Acroceridae. A fost descrisă pentru prima dată de Frederick Wollaston Hutton în anul 1901. Conform Catalogue of Life specia Ogcodes nitens nu are subspecii cunoscute.